# Гражданская полиция штата Рио-де-Жанейро

Гражданская полиция штата Рио-де-Жанейро (португальский: Polícia Civil do Estado do Rio de Janeiro) — это правоохранительный орган, ответственный за уголовные расследования в Рио-де-Жанейро, Бразилия. Основана в 1808 году, она подчиняется государственному правительству и возглавляется Главой полиции, который назначается губернатором штата.

## Роли и функции сегодня
Полицейская деятельность по предотвращению и подавлению уголовных правонарушений осуществляется через полицейские участки, расположенные в полицейских округах, которые соответствуют географическим районам пригородов Рио-де-Жанейро или муниципалитетам в сельской местности.

## Специальные операции
«CORE» (Coordenadoria de Recursos Especiais, на португальском языке), сформированное в 1969 году, является тактическим подразделением Гражданской полиции штата Рио-де-Жанейро.
Это специальная служба, использующая высококвалифицированных полицейских для выполнения опасных задач, с которыми полиция сталкивается ежедневно.

### Оружие
- Minimi MK2[1] (используемое CORE)
- Madsen Machinegun[1]
- Heckler & Koch PSG1 снайперская винтовка (используется CORE)
- снайперская винтовка Armalite SuperSASS (Используется CORE)[2]
- AK-47 винтовка (используется специализированным подразделением)
- FN FAL винтовка
- SIGM400
- IMBEL IA2
- Heckler & Koch G3 винтовка (используемое CORE)
- M16 rifle (используемое CORE)
- IMBEL MD97 винтовка (используется специализированным подразделением)
- IMBEL MD винтовка
- AR-15 карбин
- CAR-15 карбин
- M16A2[1]
- M16A2 командос (используется CORE)[1]
- Ruger Mini-14 карбин (используется специализированным подразделением)
- CT30 карбин[3]
- Heckler & Koch MP5 пистолет-пулемёт (используемое CORE)
- Taurus PT940 пистолет[1]
- Taurus PT92 пистолет
- Taurus PT 24/7 пистолет
- Taurus Millennium series пистолет
- Glock пистолет (используемое CORE)

## Ранги в правоохранительных органах
- Полицейский делегат
- Агент полицейского регистра преступлений
- Полицейский инспектор
- Полицейский следователь
- Криминалист

## Галерея
- CORE - Герб
- Полицейский участок
- Полицейский вертолёт — Агия 2
- Бронированный транспорт
- CORE - Полицейская машина
- Полицейский вертолёт - Агия 3
- Полицейский участок
- Полицейский музей
- CORE Maverick Бронированный автомобиль

## В культуре
Гражданская полиция Рио-де-Жанейро появлялась на экранах в фильмах Форсаж 4, Форсаж 5.

## См также
- Гражданская полиция Бразилии
- CORE
- GOE (Бразилия)
- BOPE
- GATE (спецназ)